# カラカル

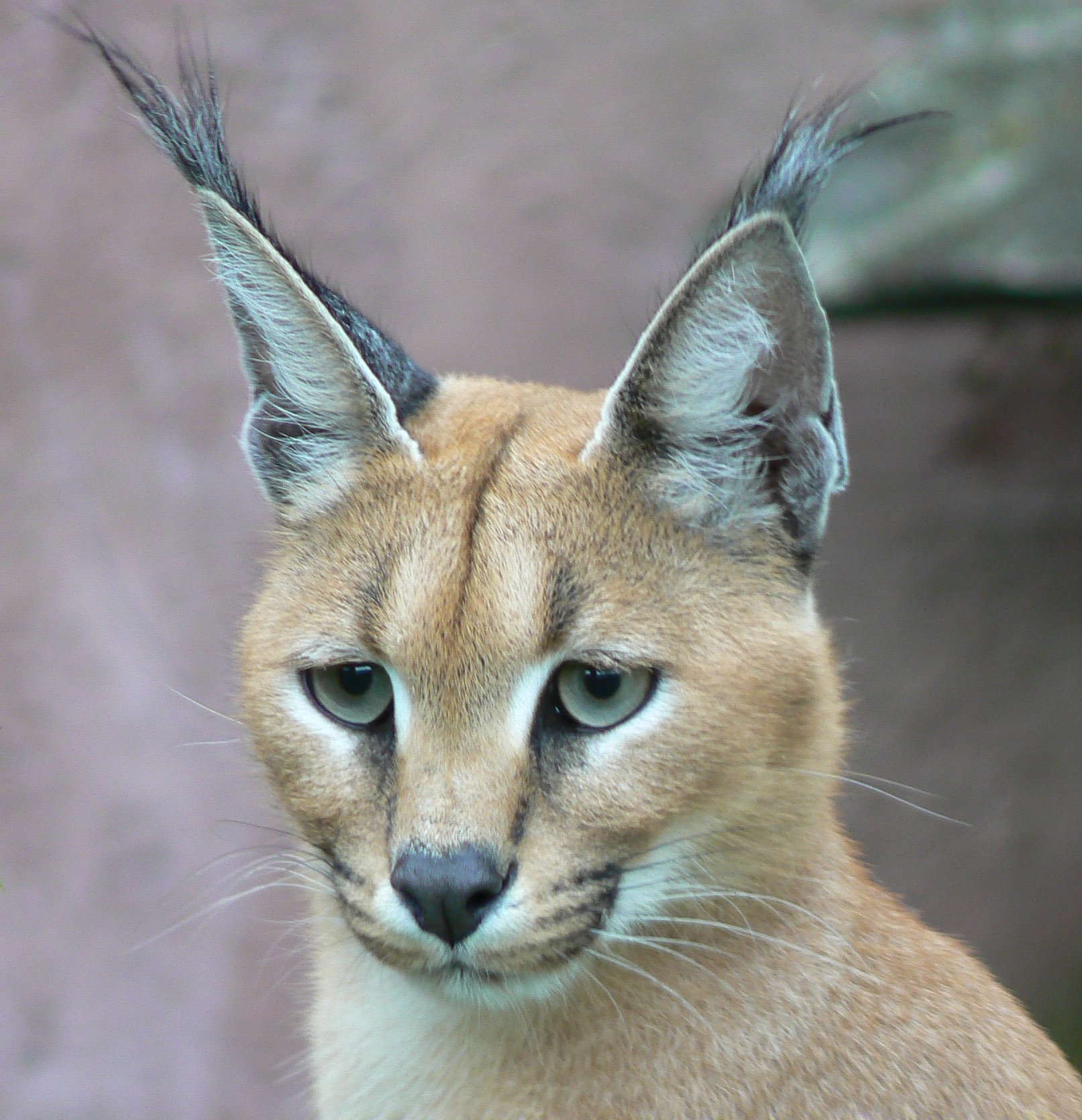
耳介の先端の長い房毛が特徴

カラカル（Caracal caracal）は、食肉目ネコ科カラカル属に分類される食肉類。

## 分布
アフガニスタン、アラブ首長国連邦、アルジェリア、アンゴラ、イエメン、イスラエル、イラク、イラン、インド、ウガンダ、ウズベキスタン、エジプト、エスワティニ、エチオピア、エリトリア、オマーン、ガーナ、カザフスタン、カメルーン、ガンビア、ギニア、ギニアビサウ、クウェート、ケニア、コートジボワール、コンゴ民主共和国、サウジアラビア、ザンビア、ジブチ、シリア、ジンバブエ、スーダン、セネガル、ソマリア、タジキスタン、タンザニア、チャド、中央アフリカ共和国、チュニジア、トーゴ、トルクメニスタン、トルコ、ナイジェリア、ナミビア、ニジェール、パキスタン、ブルキナファソ、ベナン、ボツワナ、マラウイ、マリ共和国、南アフリカ共和国、モーリタニア、モザンビーク、モロッコ、ヨルダン、リビア、レソト、レバノン、西サハラ

## 形態
頭胴長（体長）61 - 106センチメートル。尾長18 - 34センチメートル。肩高38 - 50センチメートル。体重オス8 - 20キログラム、メス6.2 - 15.9キログラム。オスはメスと比べて大きい。体毛は短く、地色は赤褐色もしくは黄灰色で顎、胸、腹にかけて白色である。稀に黒化した個体が生まれることがある。目から鼻にかけて黒い筋模様が入る。腹面に不明瞭な斑点が入ることもある。
耳介は大型で背面が黒く、先端には4.5センチメートルの長く黒い房毛がある。この房毛の役割は不明だが、コミュニケーションの役割を果たすと考えられている。名前はトルコ語で「黒い耳」を意味するkarakulakに由来する。四肢は長い。後肢は前肢と比べて長く、筋肉が発達しており、これにより大きくジャンプすることができる。尾は短い。

## 分類
以前はオオヤマネコ属やネコ属に分類されていた。2006年に発表された分子系統解析では、アフリカゴールデンキャットと単系統群を形成し、カラカル属に分類されると考えられている。
8亜種に分ける説がある。以下の分類はMSW3(Wozencraft,2005)に、分布はIUCN/SSC Cat Specialist Group(2017)に従う。
Caracal caracal caracal (Schreber, 1776)
アフリカ大陸南部
Caracal caracal algira (Wagner, 1841)
アフリカ大陸北部（モロッコからリビア東部）
Caracal caracal damarensis (Roberts, 1926)
アフリカ大陸南部（南アフリカ共和国（北ケープ州）からナミビア、ボツワナ、アンゴラ、ジンバブエ）
Caracal caracal limpopoensis (Roberts, 1926)
アフリカ大陸南東部（南アフリカ共和国（旧トランスヴァール州）、モザンビーク、タンザニア南部、マラウイ、ザンビア、コンゴ民主共和国南部、アンゴラ東部）
Caracal caracal lucani (Rochebrune, 1885)
ガボン、アンゴラ北部、コンゴ民主共和国南西部、西部
Caracal caracal nubicus (J. B. Fischer, 1829)
エジプトからタンザニア北部
Caracal caracal poecilotis Thomas and Hinton, 1921
モーリタニア南部、ニジェール北部、セネガル北部からスーダン国境西部
Caracal caracal schmitzi (Matschie, 1912)
中東、アラビア半島からトルクメニスタン、インド
3亜種に分ける説もある。以下の分類・分布はIUCN/SSC Cat Specialist Group(2017)に従う。
Caracal caracal caracal (Schreber, 1776)
アフリカ大陸南部、東部
Caracal caracal nubicus (J. B. Fischer, 1829)
アフリカ大陸北部、西部
Caracal caracal schmitzi (Matschie, 1912)
中東からインド

## 生態
サバンナや草原、半砂漠、低木林、丘陵地、森林など、主に乾燥した地域に生息するが、砂漠には生息しない。また、サハラ砂漠中部やアフリカの赤道直下の森林にも生息しない。標高2,500メートルまで（例外的に標高3,300メートルまで）のエチオピア高原でも見られることがある。地上生だが、巧みな木登りができる。夜行性だが、昼間に活動することもある。繁殖期を除いて単独で生活する。縄張りを持ち、尿によるマーキングを行う。オスの行動圏はメスの行動圏と比べて広い。乾燥した地域では行動圏が広くなる傾向がある。
食性は動物食で、鳥類や小型レイヨウ、齧歯類、ノウサギ、ハイラックス、爬虫類などを食べる。ヒツジやヤギ、家禽などの家畜を襲うことも、死肉を漁ることもある。鋭い視覚と聴覚を持ち、3メートルもジャンプして飛んでいる鳥類を捕らえることができる。自身の体重の2 - 3倍の獲物を倒すこともできる。獲物を捕らえる時は、5メートル以内の距離まで忍び寄ってから素早く走り、飛びかかって捕らえる。小型の獲物は首筋に噛み付いて仕留め、大型の獲物は喉に噛み付いて窒息死させて仕留める。ライオンやヒョウ、ハイエナに捕食されることもある。
繁殖期は特に決まってなく、妊娠期間は68 - 81日。樹洞や他の動物が捨てた巣穴などを利用し、1 - 6頭（通常2 - 3頭）を産む。幼獣は生後10日で開眼し、生後1か月で固形物を食べ始め、生後9 - 10か月で独立する。

## 人間との関係
イランやインドでは、本種を訓練して鳥類の狩猟に用いることがあった。
アフリカ中部、西部、北部、北東部およびアジアでは、主に生息地の破壊による影響が懸念されている。家畜を襲うため駆除されることもある。アジアやアフリカ北部では生息数は減少しているが、アフリカ南部では生息数は安定していると考えられている。
アフガニスタンやアルジェリア、イスラエル、イラン、インド、ウズベキスタン、エジプト、カザフスタン、シリア、タジキスタン、チュニジア、トルクメニスタン、トルコ、パキスタン、モロッコ、ヨルダン、レバノンでは、本種の狩猟が禁止されている。しかしナミビアや南アフリカでは、家畜を襲うことで「問題のある動物」として扱われ、本種を無制限に殺すことが許可されている。
日本では、1981年に神戸市立王子動物園が初めて飼育下繁殖に成功した。また、日本では特定動物に指定されている。
カタール・ドーハで開催された2010年世界室内陸上競技選手権大会のマスコットは、本種を擬人化したSahamである。